# Lanmeur
Lanmeur (bret. Lanneur) – miejscowość i gmina we Francji, w regionie Bretania, w departamencie Finistère.
Według danych na rok 1990 gminę zamieszkiwały 2084 osoby, a gęstość zaludnienia wynosiła 79 osób/km² (wśród 1269 gmin Bretanii Lanmeur plasuje się na 294. miejscu pod względem liczby ludności, natomiast pod względem powierzchni na miejscu 343.).